# María Teresa Ruiz Cantero
María Teresa Ruiz Cantero (Melilla) es una catedrática de Medicina Preventiva y Salud Pública de la Universidad de Alicante e investigadora, especializada en prevención y salud pública con perspectiva de género.

## Biografía
Ruiz Cantero es licenciada y doctora en Medicina y Cirugía y máster en Salud Pública. Es también catedrática de Medicina Preventiva y Salud Pública de la Universidad de Alicante. Investigadora del Grupo de Determinantes Sociales de la Salud del Centro de Investigación Biomédica en Red de Epidemiología y Salud Pública (CIBERESP) desde sus comienzos en 2006.
Ha sido profesora en Medicina hasta el año 1997 en la Universidad de Alicante. En 2019 publicó Perspectiva de género en medicina,  un monográfico que analiza los diferentes sesgos de género que intervienen tanto en la investigación como en el diagnóstico de las enfermedades y su posterior tratamiento en distintas ramas de la Medicina: cardiología, neumología, pediatría…
Según la catedrática, existe discriminación en los diagnósticos y tratamientos entre hombres y mujeres, hay diferencias muy claras entre los dos sexos en la atención sanitaria que ha evidenciado que, en general, hay una mayor demora en la atención sanitaria a las mujeres.“Existen muchas diferencias de género en los ensayos clínicos. Las mujeres no están representadas”. Estas diferencias entre mujeres y hombres también se establecen, según Ruiz Cantero, en la expresión, percepción y valoración de la gravedad del dolor.
María Teresa Ruiz ha participado en obras colectivas como La difusión del conocimiento en los estudios de las mujeres: dinámicas y estrategias de poder y ciudadanía,  La violencia como problema de salud pública, Los medios de comunicación y la salud. De la medicalización a las enfermedades imaginarias. Intereses de género, Políticas de salud pública: establecimiento de metas y objetivos, entre otras.

## Obras
- Medicina.[14]
- Perspectiva de género en medicina, 2019.[15][4]
- Sesgos de género en la atención sanitaria.[16]
- Mujeres y ensayos clínicos.[17]
- Medicina: guías para unha docencia universitaria con perspectiva de xénero. [18]